# NGC 2619
NGC 2619 je galaksija u zviježđu Raku.

## Vanjske poveznice
- SEDS: NGC 2619